# La Haute-Gaspésie
La Haute-Gaspésie (vor dem 27. Mai 2000 Denis-Riverin) ist eine regionale Grafschaftsgemeinde (französisch municipalité régionale du comté, MRC) in der kanadischen Provinz Québec.
Sie liegt in der Verwaltungsregion Gaspésie–Îles-de-la-Madeleine und besteht aus zehn untergeordneten Verwaltungseinheiten (zwei Städte, vier Gemeinden, zwei Dörfer und zwei gemeindefreie Gebiete). Die MRC wurde am 18. März 1981 gegründet, der Hauptort ist Sainte-Anne-des-Monts. Die Einwohnerzahl beträgt 11.316 (Stand: 2016) und die Fläche 5066,06 km², was einer Bevölkerungsdichte von 2,2 Einwohnern je km² entspricht.

## Gliederung
Stadt (ville)
- Cap-Chat
- Sainte-Anne-des-Monts

Gemeinde (municipalité)
- La Martre
- Rivière-à-Claude
- Sainte-Madeleine-de-la-Rivière-Madeleine
- Saint-Maxime-du-Mont-Louis

Dorf (municipalité de village)
- Marsoui
- Mont-Saint-Pierre

Gemeindefreies Gebiet (territoire non-organisé)
- Coulée-des-Adolphe
- Mont-Albert

## Angrenzende MRC und vergleichbare Gebiete
- La Côte-de-Gaspé
- Bonaventure
- La Matapédia
- La Matanie